# Contrescarpe 21 und 22

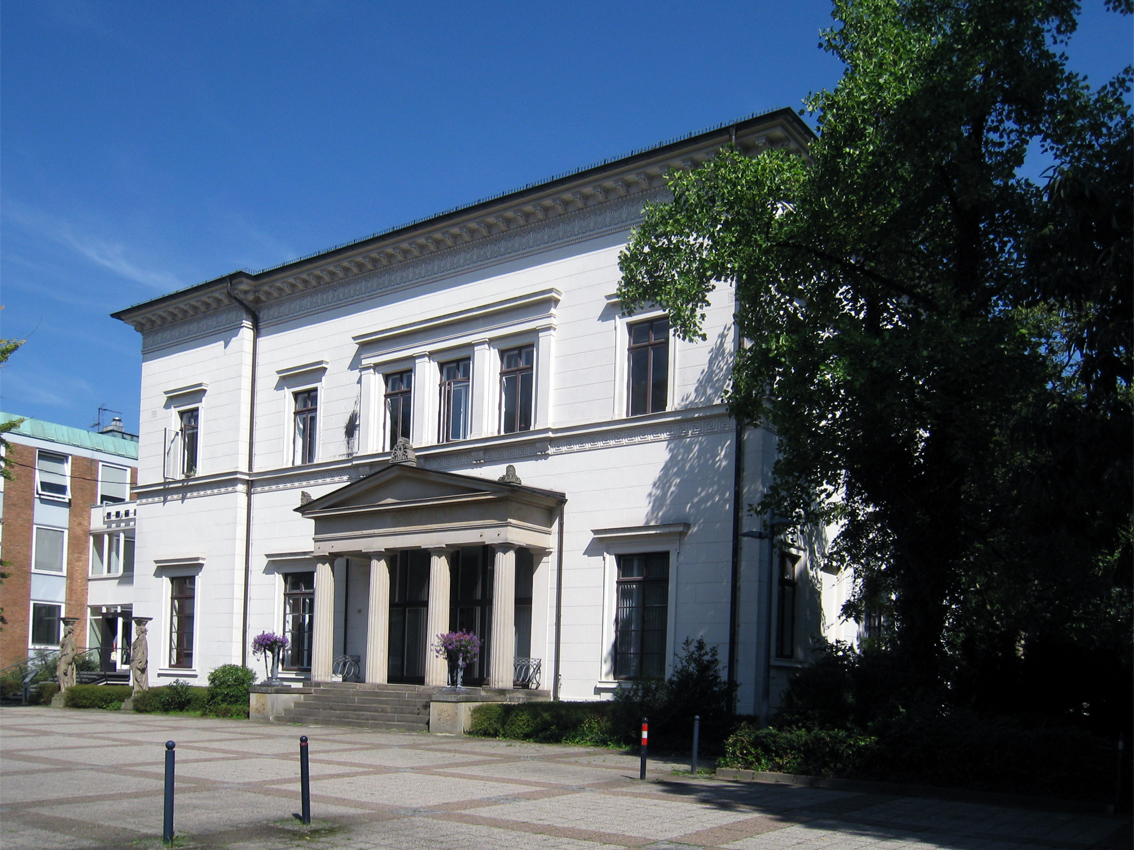
Contrescarpe 22/24

Die ehemaligen Lürman-Villen Contrescarpe 21 und 22 befinden sich in Bremen-Mitte an der Contrescarpe. Sie wurden 1822 bzw. 1904 gebaut.
Die Gebäude stehen seit 1973 unter Bremer Denkmalschutz. ebenso das Wohnhaus-Ensemble Contrescarpe.

## Geschichte
Die Bremer Wallanlagen gingen aus den bis zum 17. Jahrhundert erbauten Bremer Befestigungsanlagen hervor. Sie entstanden von 1802 bis 1811. Erst danach konnte an der Straße Am Wall und der Contrescarpe gebaut werden. Die Contrescarpe gehörte nicht zur Altstadt von Bremen und erst 1849 wurde die „Torsperre“ aufgehoben und die Vorstadtbürger erhielten das gleiche Bürgerrecht wie die Altstadtbürger.

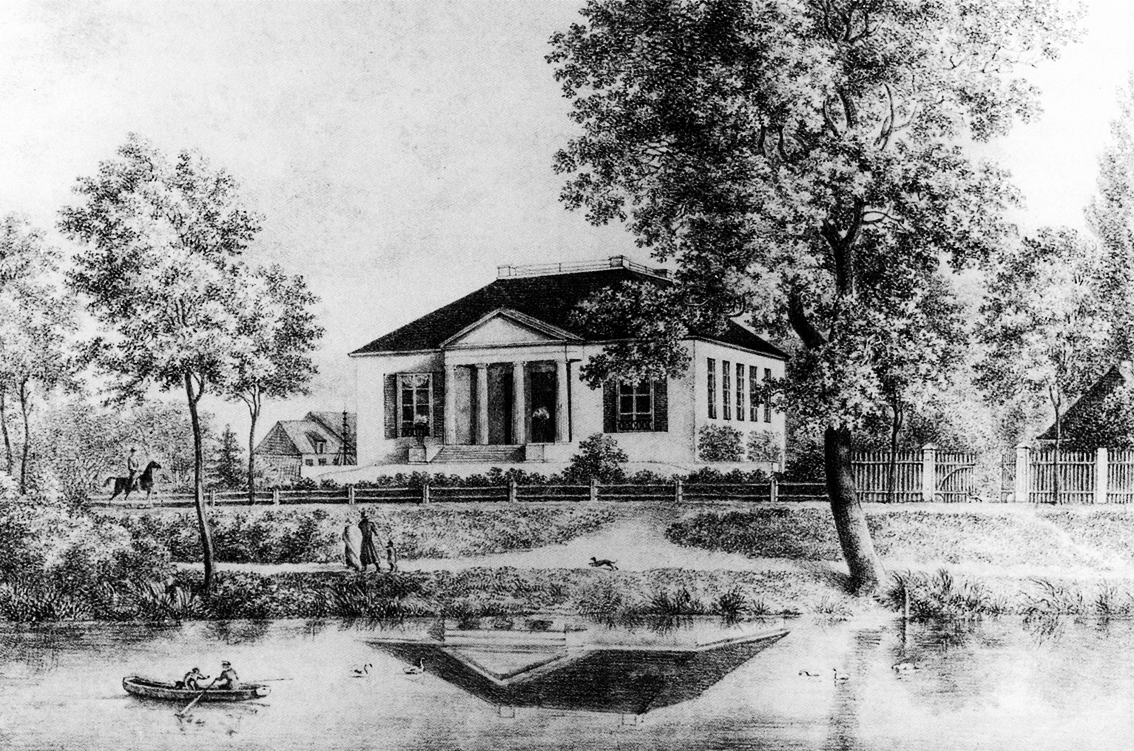
Villa Lürman – Baujahr 1822

### Contrescarpe 22/24
Bereits 1822 baute sich der Kaufmann und Ältermann Theodor Gerhard Lürman (1790–1865) das Haus Nr. 22 (ehemals Nr. 17) als eingeschossiges, klassizistisches Sommerhaus nach Plänen von Jacob Ephraim Polzin. Ein Portikus mit dorischen Säulen gab ihm die repräsentative Note. Bis 1855 bestand auf dem Walmdach noch eine Plattform für einen Rundblick über die Ackerfläche im Norden. Wie ein Landgut wirkte das riesige Grundstück, das damals noch bis zur Kohlhökerstraße reichte. Die Außenanlage gestaltete der Landschaftsgärtner Isaak Hermann Albert Altmann.
Um sich sein Bürgerrecht zu erhalten, baute Lürman 1823 nicht weit entfernt auch sein Haus Am Wall 113 mit seiner formellen Wohnung und den Kontorräumen. In der direkten Nachbarschaft hatte bereits 1808 der Senator und spätere Bürgermeister Bremens Johann Smidt sein „Sommerhaus“ errichtet, das 1944 jedoch zerstört wurde (heute Standort des Dienstgebäudes des Innensenators).
Theodor Gerhard Lürman, auch Mitglied des Kunstvereins in Bremen, war Gemäldesammler. Maurermeister Lüder Rutenberg baute 1853 deshalb für Lürman neben der Villa ein Galeriegebäude, das Gartenhaus, das 1942 stark zerstört wurde, aber behelfsweise genutzt werden konnte. 1963 bis 1965 erfolgte hier und auf dem benachbarten Smidtschen Grundstück der dreigeschossige Neubau für den Innensenator. Die zwei Karyatiden, die einst das Galeriegebäude zierten, wurden vor dem Haupthaus aufgestellt.
Der zweigeschossige Umbau der Villa erfolgte 1866 für den Sohn des Erbauers, Konsul Johannes Theodor Lürman (1816–1889) nach Plänen von Heinrich Müller durch die Baufirma Rutenberg.
1904 wurde das Contrescarpe 22 von dem Bankier Johann Georg Wolde (1845–1911) erbaut. Rudolf Alexander Schröder gestaltete das Innere. Hinter dem nicht mehr vorhandenen Eingang entstand die zentrale Eingangshalle. Im Gartensaal hinter dem Portikus wurde 1993 die Ausmalung Schröders wieder hergestellt. Die Marmor- und Parkettfußböden, ein Teil der Türen, die Holzverkleidung mit einem Teil der Bücherschränke in der ehemaligen Bibliothek, der Kamin sowie Tür- und Fenstergriffe sind von der Schröderschen Ausstattung noch vorhanden.
Ab 1911 wechselte das Haus mehrmals den Besitzer. 1923 übernahm es der Kaufmann Thomas Smidt, New York, 1925 die Ehefrau des Generaldirektors des Norddeutschen Lloyds Carl Stimming und 1932 der Norddeutsche Lloyd für mehrere Mieter aus der Reederei.
1939 erwarb die Stadt Bremen das Gebäude. Das um 1942/44 nur leicht beschädigte Haus war vom Mai 1945 bis 1947 beschlagnahmter Sitz für die US-amerikanische Armee. Danach bis 1949 war hier der Sitz des Senators für politische Befreiung und von 1950 bis 1954 der des Senators für das Bauwesen. Seit 1954 arbeitet in dem Gebäude der Senator für das Innere.

### Contrescarpe 21

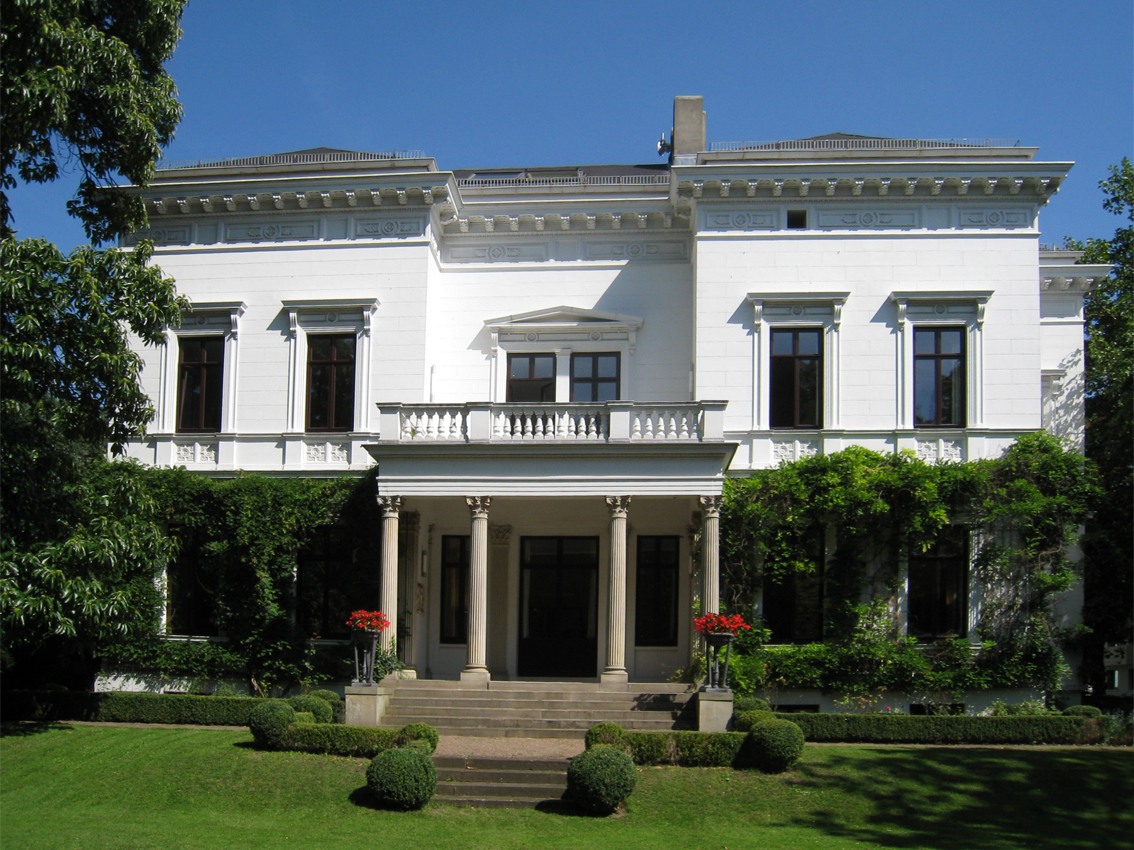
Contrescarpe 21

Rechts – neben der Nr. 22 – baute 1866 der Jurist, Kaufmann und Konsul Stephan August Lürman (1820–1902), Sohn von Theodor Gerhard Lürman, an der Ecke Contrescarpe/Meinkenstraße die zweigeschossige Villa nach Plänen von Heinrich Müller. Die klassizistische Fassade war ein zeittypischer Vertreter der Bauten an der Contrescarpe mit ihrem Portikus aus ionischen Säulen und einem Balkon darüber.
Später war hier die Import- und Exporthandlung Lohmann und Co angesiedelt. Heute (2014) dient das Gebäude einer über 150 Jahre alten Anwaltskanzlei, bei der auch Bundespräsident Karl Carstens sowie Senatoren und Bürgermeister Bremens Sozius waren.